# 多馬諾韋
51°49′26″N 24°20′30″E / 51.82389°N 24.34167°E
多馬諾韋（烏克蘭語：Доманове），是烏克蘭的村落，位於該國西部沃倫州，由科韋利區負責管轄，面積0.73平方公里，海拔高度151米，2001年人口289，人口密度每平方公里393.73人。